# Georgianna Robertson
Pour les articles homonymes, voir Robertson.
 (mai 2014).
Si vous disposez d'ouvrages ou d'articles de référence ou si vous connaissez des sites web de qualité traitant du thème abordé ici, merci de compléter l'article en donnant les références utiles à sa vérifiabilité et en les liant à la section « Notes et références ».
Georgianna Robertson née le 23 mars 1972 à Port Maria en Jamaïque est une mannequin et actrice jamaïcaine. Elle apparaît sur les couvertures espagnole, française et italienne des éditions de Elle et Vogue Paris. Georgianna a défilé pour des créateurs comme Jean Paul Gaultier, Yves Saint Laurent, Carolina Herrera, Ralph Lauren, et pour le défilé Victoria's Secret de 1997.

## Biographie

### Enfance
Georgianna Robertson est arrivée à New York à l'âge de douze ans. Elle a un frère plus âgé, six jeunes frères et trois sœurs.

### Carrière
Elle a été la muse d'Yves Saint Laurent et l'une de ses mannequins préféré[réf. nécessaire].
Elle est apparue dans les clips vidéo Here Comes the Hotstepper de Ini Kamoze et Tomorrow Robins Will Sing de Stevie Wonder.
Elle a sa propre ligne de maillots de bain appelée GEORGIANNA ROBERTSON.
Pendant la première édition de Top Model Scandinavie (en), elle a tenu un rôle similaire à celui de Tyra Banks dans la version originale de l'émission.

## Filmographie

### Cinéma
- 2004 : Double Zéro de Gérard Pirès: Natty Dreads
- 1994 : Prêt-à-porter de Robert Altman: Dane Simpson
- Save the Rabbit[Quand ?]